# Højen Bæk
Højen Bæk eller Højen Å er en i alt 15 km lang bæk, der begynder ved Mejsling Kær ca. 7 km sydvest for Vejle. Syd for Vejle løber bækken mod øst og dernæst nord i et fredet, kuperet område fra istiden, og løber ud i Vejle Å.
Højen Bæk er på dette stræk et af Danmarks reneste vandløb. Det store fald gennem bakkerne får vandet til at risle og hvirvle rundt, så åen opfører sig som en iltrig bjergbæk. Der går en ca. 5 km lang sti langs den nedre del af bækken.
Et område mellem Ny Højen og Vejle ligger Natura 2000-område nr. 80 Højen Bæk, i en naturfredning fra 1990. Fredningen blev gennemført for at fastholde, udbygge og forbedre områdets store naturvidenskabelige interesser og sikre områdets varierede plante- og dyreliv, specielt i ferskvandsbiologisk henseende. Fredningen omfatter et areal på 194 hektar 
Midt i fredningen ligger en fredet 150 år gammel granitbro, lige syd for Gl. Koldingsvejs krydsning af åen. Broen er bygget efter fransk forbillede ved de dengang nyanlagte landeveje, der bandt landet sammen.

## Flora og fauna
På sin vej i de dybe, fredede slugter løber bækken gennem smukke løv- og gærdselsskove og flere steder langs åbne græsenge i et afvekslende terræn.
I hele habitatområdet findes naturtypen ”kildevæld” langs bækken, men også elle- og askeskov. Begge naturtyper er sjældne i Danmark og prioriterede naturtyper på EU-niveau. Der findes en meget værdifuld flora på flere af lokaliteterne. Skovene på dalskråningen er meget varierede, muldrige og fugtige på grund af kildevæld. Især Hjulbæk Skov har en urskovsagtig karakter nærmest bækken, hvor bl.a. padderokken skavgræs vokser mellem flader med kildekalk. I skovene findes andre sjældne arter, f.eks. bregnerne bjergmangeløv og strudsvinge.
På overdrevene er fundet fåre-svingel, hirse-star og hunde-viol, mens der på de våde enge er blåtop, tormentil, sump-kællingetand og majgøgeurt.
Strømelskende insekter stortrives. Over halvdelen af landets 25 slørvingearter trives i bækkens vand sammen med kvægmyg, vårfluer og døgnfluer. Siden istiden har en særlig døgnflueart, Rhithrogena germanica, overlevet her som det eneste sted i Danmark.
Musvåger holder til i fredningen og masser af småfugle høres og ses.
Rød glente yngler i området. Sort stork , både gamle og årsunger, er ved flere lejligheder set på interessante tidspunkter. Området er et af de ganske få habitatområder i Danmark, hvor vandstær yngler. Også bestandene af isfugl og bjergvipstjert er sunde i området.
Bæklampret er udpegningsgrundlag for Natura2000.

## Eksterne kilder og henvisninger
1. ↑  Om fredningen på fredninger.dk

- Natura 2000-planen 2016-2021
- Planche om Højen Bæk

|  | Denne artikel om lokaliteten Højen Bæk kan blive bedre, hvis der indsættes et (bedre) billede. Du kan hjælpe ved at afsøge Wikimedia Commons for et passende billede eller lægge et op på Wikimedia Commons med en af de tilladte licenser og indsætte det i artiklen. |

55°41′3.96″N 9°31′9.9″Ø / 55.6844333°N 9.519417°Ø